# رؤیای یک رؤیای کوچک ۲
رؤیای یک رؤیای کوچک ۲ (انگلیسی: Dream a Little Dream 2) فیلمی در ژانر است که در سال ۱۹۹۵ منتشر شد. از بازیگران آن می‌توان به کوری فلدمن، کوری‌هایم، و روبین لایولی اشاره کرد.